# ارکست تک‌نفره (فیلم ۱۹۰۰)
ارکست تک‌نفره (فرانسوی: L'Homme-Orchestre‎) فیلم صامت کوتاه فرانسوی محصول سال ۱۹۰۰ به کارگردانی ژرژ ملی‌یس است. این فیلم توسط کمپانی استار فیلم ملی‌یس منتشر شد و در کاتالوگ فیلم‌های ملی‌یس با شماره ۲۶۲–۲۶۳ قرار دارد.